# Frankendorf (Fraunberg)
Frankendorf ist ein Ortsteil der Gemeinde Fraunberg, Landkreis Erding, Oberbayern.

## Lage
Die Einöde liegt rund vier Kilometer südwestlich von Fraunberg. 